# Cybaeus hesper
Cybaeus hesper är en spindelart som beskrevs av Chamberlin och Ivie 1932. Cybaeus hesper ingår i släktet Cybaeus och familjen vattenspindlar. Inga underarter finns listade i Catalogue of Life.